# Тифани Тејлор
Тифани Тејлор (енгл. Tiffany Taylor; Лизбург, 17. јул 1977), право име Самер Хансон (енгл. Summer Hanson), је амерички еротски фото-модел.

## Биографија
Рођена је у Лизбургу , Вирџинија, САД, 17. јула 1977. године као Самер Хансон. Када је имала десет година, родитељи су јој се развели и остаје да живи са оцем. После три године отац јој се преудаје и заједно са маћехом се селе у Силвер Спринг, Мериленд, где наставља своје успешно школовање. У Мериленду је радила у самопослузи док, је истовремено планирала и каријеру фото-модела. Новембра 1998. године је била мис Плејбоја. Јула 2002. године је дипломирала на Универзитету у Мериленду, (University of Maryland, College Park), криминологију и криминално судство.

## Занимљивости
- мис за месец април у Америчком календару снова (American Dream Calendar)
- финалиста за Америчку мис фотогеничности
- хтела је да напусти каријеру фото-модела како би започела каријеру полицајца
- појављивала се у Плејбоју преко петнаест пута